# 황세옥
황세옥(1974년 1월12일 ~ )은 대한민국의 가수이다.
안양예술고등학교 연기과를 졸업하였으며 1994년 결론으로 가수 데뷔하였다.
배우 최재성과 결혼해, 최진실, 최진영과 친인척 관계이다.

## 곡

### 앨범
- 1집 결론 (1994년)
- 2집 알라딘의 램프 (1995년)
- 3집 너만의 이유 (1997년)

## CF
- 1995년 해태 뉴브라보콘 / 카푸치노